# Shadows in the Night
| Recensione       | Giudizio |
| ---------------- | -------- |
| sentireascoltare |          |
| AllMusic         |          |
| Billboard        |          |
| The Guardian     |          |
| Paste            |          |
| Rolling Stone    |          |
| Pitchfork        |          |
| Ondarock         |          |

Shadows in the Night è il trentaseiesimo album in studio del cantautore statunitense Bob Dylan, pubblicato nel febbraio 2015 dalla Columbia Records.
Si tratta di un album di cover composto da 10 canzoni del cosiddetto "standard pop", portate al successo da Frank Sinatra nel periodo compreso fra il 1942 e il 1963.

## Tracce
1. I'm a Fool to Want You – 4:51
2. The Night We Called It a Day – 3:24
3. Stay with Me – 2:56
4. Autumn Leaves – 3:02
5. Why Try to Change Me Now – 3:38
6. Some Enchanted Evening – 3:28
7. Full Moon and Empty Arms – 3:26
8. Where Are You? – 3:37
9. What'll I Do – 3:21
10. That Lucky Old Sun – 3:39

## Formazione
- Bob Dylan - voce, chitarra
- Tony Garnier - basso
- Charlie Sexton, Stu Kimball - chitarra
- George Receli - percussioni
- Donnie Herron - pedal steel guitar
- Daniel Fornero, Larry G. Hall - tromba
- Dylan Hart, Joseph Meyer - corno francese
- Alan Kaplan, Andrew Martin, Francisco Torres - trombone